# ثقافة يهودية

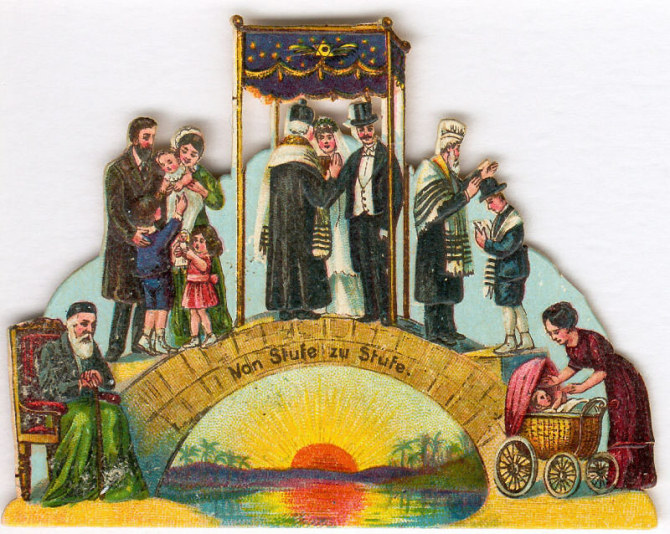
دورة حياة الشعب اليهودي الاجتماعية والدينية.

الثقافة اليهودية هي ثقافة عالمية خاصة للشعب اليهودي. منذ أوائل القرن التاسع عشر اعتبر المجتمع الدولي الشعب اليهودي كجماعة عرقية - دينية وليس فقط جماعة دينية. وبكونهم أبناء شعب أو قومية يتميزون باتباع الدين اليهودي، أو بالثقافة والتراث النابعة من هذا الدين.
لا تشمل الثقافة اليهودية السمة الدينية فقط بل وأيضًا سمة علمانية . الثقافة اليهودية في معناها الاشتقاقي تحتفظ بالرابط إلى أرض المنشأ، شعب مملكة يهوذا، ودراسة النصوص اليهودية، وممارسة العمل الخيري في المجتمع، والتاريخ اليهودي. في حين أن مصطلح «الثقافة اليهودية العلمانية» تشير إلى العديد من الجوانب الثقافية غير الدينية، بما في ذلك الأدب، وسائل الإعلام، السينما، الفن، العمارة، المطبخ، اللباس التقليدي، المواقف من الجنس، الزواج، الأسرة، العادات الاجتماعية وأنماط الحياة، الموسيقى والرقص.
وتستمد الثقافة اليهودية العلمانية أسسها من فلسفة موسى مندلسون، أحد أهم رواد حركة الهاسكالا أو حركة التنوير اليهودية.على مر التاريخ، في عصور وأماكن متنوعة مثل اليونان القديمة، أوروبا قبل وبعد عصر التنوير، في الأندلس وشمال أفريقيا والشرق الأوسط، في الهند والصين، والولايات المتحدة وإسرائيل المعاصرة، شهدت المجتمعات اليهودية تطور ظواهر ثقافية كانت اليهودية الشكل المميز لها. بعض العوامل في هذه تأتي من داخل اليهودية، والبعض الآخر من تفاعل اليهود مع السكان المضيفين في الشتات، وغيرها من الديناميات الاجتماعية والثقافية الداخلية للمجتمع، بدلاً من الدين نفسه. وقد أدت هذه الظاهرة إلى ظهور ثقافات يهودية مختلفة إلى حد كبير وفريدة من نوعها لمجتمعاتهم المحلية.

## مواقع خارجية
- الثقافة اليهودية-أصْلُ الْيَهُود